# تشل منار (للر وكتك)
تشل منار (بالفارسية: چال منار) هي منطقة سكنية تقع في إيران في قسم للر وكتك الريفي. يقدر عدد سكانها بـ 101 نسمة بحسب إحصاء 2016.